# Torrecilla de la Orden
Torrecilla de la Orden è un comune spagnolo di 351 abitanti situato nella comunità autonoma di Castiglia e León.